# Rudtjärnen (Anundsjö socken, Ångermanland, 703370-162275)
Rudtjärnen är en sjö i Örnsköldsviks kommun i Ångermanland och ingår i Moälvens huvudavrinningsområde.